# Livan X6 Pro
Livan X6 Pro — компактный кроссовер, продаваемый исключительно в России под брендом Livan с октября 2023 года.
В результате вторжения России на Украину многие западные автопроизводители ушли с российского рынка. Китайские производители, в свою очередь, расширили модельный ряд в России. Автомобили также продаются в Китае под брендом Livan, но X6 Pro является производной моделью от Geely Yuanjing X6, представленного в 2016 году. Запуск X6 Pro состоялся в октябре 2023 года совместно с седаном S6 Pro на базе Geely Emgrand GL. Предшественником Geely Yuanjing X6 является Geely Emgrand X7, который также продавался в России в 2010-х годах.